# 2-(Mercaptometil)quinolina
La 2-(Mercaptometil)quinolina es un derivado de la quinolina. 

## Presencia en la naturaleza

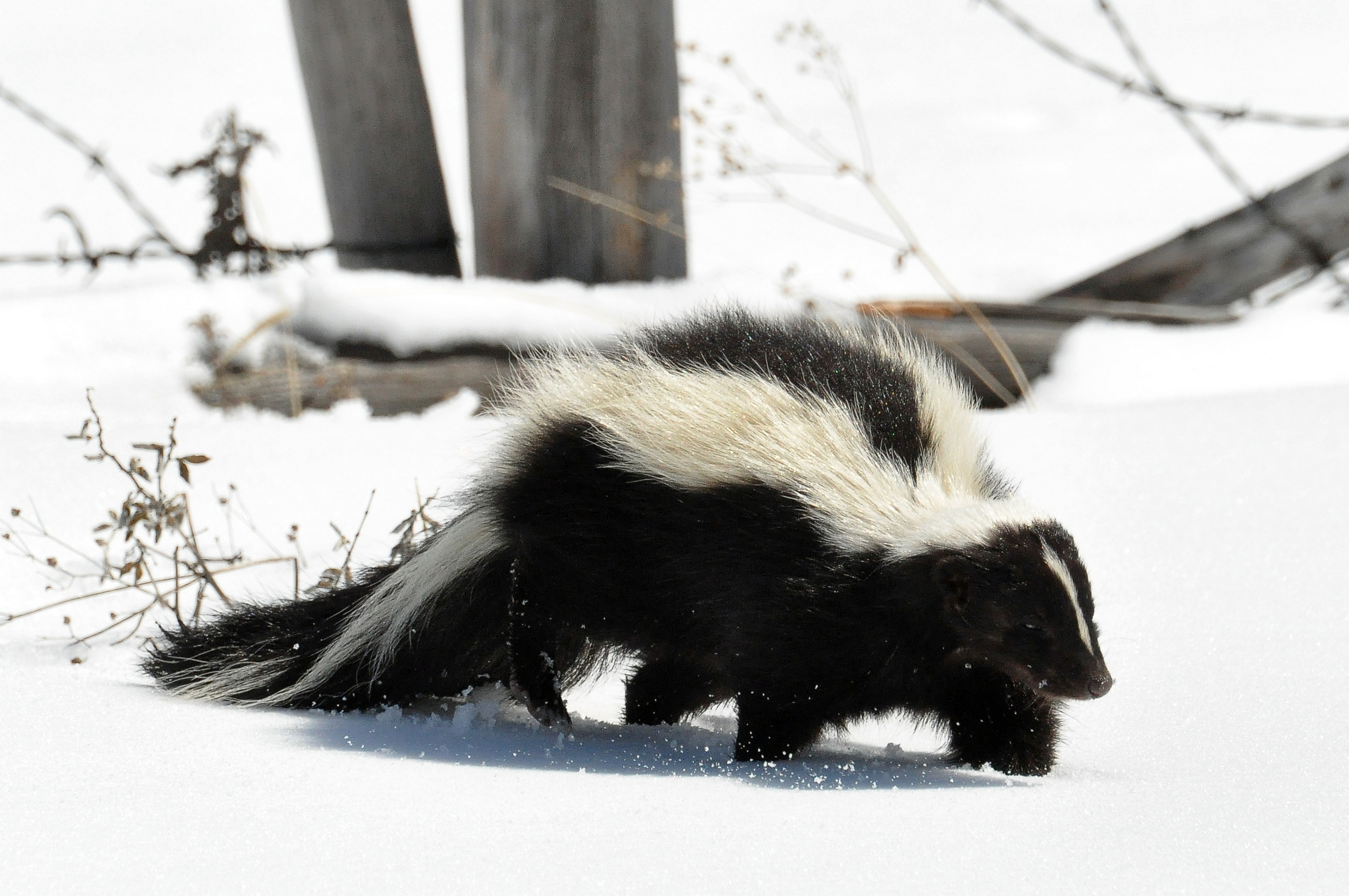
Mofeta rayada (Mephitis mephitis)

La 2-(Mercaptometil)quinolina puede considerarse como un alcaloide aislado de las secreciones anales defensivas de las mofetas o zorrillos. Se ha encontrado en las especies Conepatus mesoleucus, Mephitis mephitis y Spilogale putorius. 
Este compuesto es mayoritario en las secreciones de Mephitis mephitis junto con el 1-but-2-enotiol y el isovalerilmercaptano. A diferencia de los compuestos anteriores, la 2-(mercaptometil)quinolina no tiene actividad odorífera, debido a su baja volatilidad y además no activa el receptor olfatorio humano.
Su derivado S-acetilado, la 2-(Acetiltiometil)quinolina (CAS: 129120-37-2; C12H11NOS) fue aislado de los sacos anales de Mephitis mephitis.